# Estadi Palogrande
L'Estadi Palogrande és un estadi de futbol de la ciutat de Manizales, Colòmbia.
Té una capacitat per a 31.611 espectadors. És la seu del club Once Caldas, campió de la Copa Libertadores de 2004.
El primer estadi va ser construït l'any 1936 i demolit el 1993, per tornar a construir-se el 1994. A més fou remodelat l'any 2011, reduint la seva capacitat de 42.678 a 32.000 espectadors.